# Страусс, Нил
Нил Страусс (англ. Neil Strauss, также известный под псевдонимами Style и Chris Powles) — американский писатель, журналист и блогер. Многим он известен как автор книги «Игра: проникая в тайное сообщество пикаперов», в которой он пишет о своём путешествии в пикап-сообщество и становлении в качестве пикапера. Является одним из авторов журнала Rolling Stone и New York Times.

## Биография
После окончания частной школы в Чикаго Страусс учился в колледже Вассара. Свою карьеру он начал с работы автором для авангардного журнала Ear, прежде чем перейти в журнал Village Voice, где он проработал почти везде, начиная с ассистента редактора до проверяющего факты. После этого он был приглашён Джоном Парельсом (Jon Pareles) на должность музыкального критика в The New York Times, где вёл колонку о поп-культуре. Потом был приглашён Яном Уэннером (Jann Wenner) стать помощником редактора в журнал Rolling Stone, где он достиг большого успеха. Страусс получил премию ASCAP Deems Taylor Award за статью в Rolling Stone о самоубийстве Курта Кобейна и публикацию об Эрике Клэптоне в The New York Times. Кроме того, он снялся в видеоклипе Бека к песне Sexx Laws.
Нил Страусс был одним из авторов (т. н. «литературных негров») бестселлеров о знаменитостях:
- The Long Hard Road Out Of Hell (Мэрилин Мэнсон),
- The Dirt (Mötley Crüe),
- How to Make Love Like a Porn Star: A Cautionary Tale (Дженна Джеймсон) и
- Don’t Try This At Home (Дэйв Наварро)

Нил Страусс — автор книги «Игра: проникая в тайное сообщество пикаперов» (ISBN 0-06-055473-8) о сообществе пикаперов. Книга целый месяц находилась в списке бестселлеров New York Times осенью 2005 года, и заняла первое место в рейтинге Amazon сразу же после публикации в Соединённых Штатах Америки.
Также Нил принял участие в съёмках клипа группы 30 Seconds To Mars на композицию «Up in the air».